# Álvaro Delgado (Fußballspieler)
Álvaro Alejandro Delgado Sciaraffia (* 13. Mai 1995 in Iquique) ist ein chilenischer Fußballspieler. Der Mittelfeldspieler wurde 2014 chilenischer Pokalsieger.

## Karriere
Delgado begann seine Profikarriere bei Deportes Iquique, wo er im August 2012 in der Copa Chile debütierte. In der Folgesaison 2013/14 konnte er mit den himmelblauen Drachen den Pokal nach dem 3:1-Finalsieg über den CD Huachipato feiern. Nachdem er in der Saison 2015/16 bei Deportes Iquique nicht zum Einsatz gekommen war, wurde er an Ñublense in die Primera B verliehen. Dort absolvierte er jedoch nur sechs Spiele und kehrte schnell nach Iquique zurück.
Nach sechs Monaten ohne Verein schloss sich Delgado Coquimbo Unido an, wo er in 24 Spielen vier Tore erzielte und damit an der Zweitligameisterschaft seinen Anteil hatte. Durch seine guten Leistungen bei Coquimbo verpflichtete Audax Italiano den 1,75 m großen Mittelfeldspieler. Für den Klub italienischer Einwanderer spielte Delgado drei Jahre und löste Ende 2021 seinen Vertrag auf. Er wechselte wieder in die Primera B, wo er erst für die Rangers de Talca auflief und dann zu Deportes Iquique zurückkehrte.
Mitte 2024 unterschrieb Delgado bei Deportes La Serena, das um den Aufstieg spielte und am Saisonende auch den Zweitligatitel gewann.

## Erfolge
Deportes Iquique
- Chilenischer Pokalsieger: 2013/14

Coquimbo Unido
- Chilenischer Zweitligameister: 2018

Deportes La Serena
- Chilenischer Zweitligameister: 2024